# تالنت

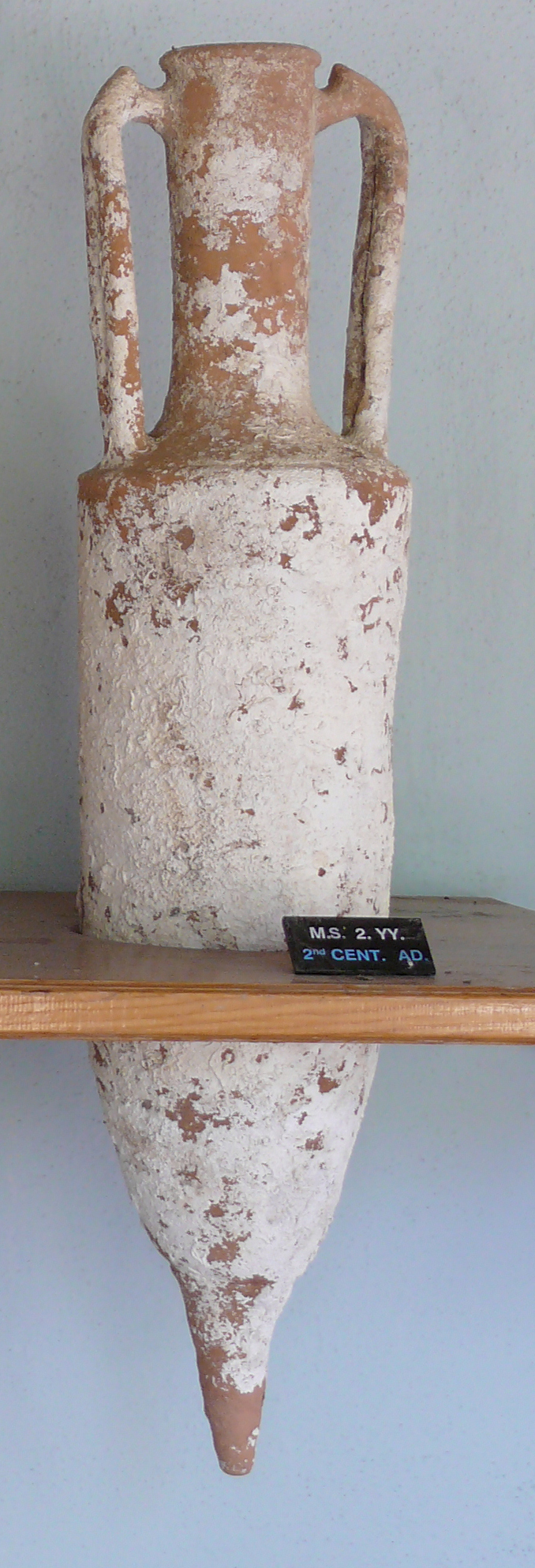
یک آمفورا

تالنت یا تالان (به لاتین: talentum) (به یونانی: τάλαντον) (به فرانسوی: telent) یکی از ظرف‌های واحدهای جرم بود و ارزشی معادل توده‌ای از یک فلز گران‌بها داشت. این ظرف برای پرکردن آب مانند آمفورا بود.